# Clancy Hayes
Clancy Hayes, geboren als Clarence Leonard Hayes (Caney (Kansas), 14 november 1908 – San Francisco, 3 maart 1972), was een Amerikaanse jazzmuzikant (zang, banjo, gitaar, percussie, piano, drums) en songwriter van de New Orleans jazzrevivals in San Francisco, ook bekend onder de bijnaam 'Swingin' Minstrel'.

## Biografie
Clancy Hayes begon zijn carrière in zijn thuisstaat Kansas. Hij woonde korte tijd in Parsons (Kansas). De stad werd het onderwerp van zijn vroege song The Parsons, Kansas Blues. In 1926 verhuisde hij naar San Francisco en werd al snel een bekend lid van het jazzcircuit aldaar. Later verscheen hij tot de jaren 1950 regelmatig bij radioprogramma's van lokale stations in San Francisco. Vanaf 1938 maakte hij deel uit van de Yerba Buena Jazz Band van Lu Watters, de leidende formatie van de dixieland revival van die jaren, twee jaar lang als zanger, banjospeler en soms als percussionist. Hayes was ook betrokken bij de opnamen van de band met Bunk Johnson (1944, Careless Love Blues).
Hayes begon al vroeg begin 1946 zijn eigen muziek op te nemen, dus niet-begeleide opnamen, sessies met verschillende muzikanten in clubs of voor radiostations werden met een vroege bandrecorder gemaakt. Deze pas in 2001 uitgebrachte tapes bevatten ook nummers die door hem waren geschreven, zoals George Washington, Abraham Lincoln, Ulysses S., Robert E. Lee. Hij is ook te horen naast de gitaar en banjo als een ragtime pianist, drummer en percussionist op het wasbord.
Tijdens de jaren 1950 was hij een van de belangrijkste vertegenwoordigers van de revivaljazz met Turk Murphy en Lu Watters en trad ook op met Louis Armstrong, Jack Teagarden en Earl Hines. Hij nam ook een 78" op voor Mercury Records met het Les Paul Trio, Nobody But You en On The Street of Regret. Lange tijd behoorde hij ook tot de Frisco Jazz Band van Bob Scobey, totdat hij  na 1959 werkte met zijn eigen bands. Tijdens de jaren 1960 speelde Hayes ook met de revivalbands Firehouse Five Plus Two, Turk Murphy, een voorloper van The World's Greatest Jazzband en hun eigen bands, waaronder pianist Ralph Sutton.
Opnamen voor Verve Records (1950), Audio Fidelity (1960), Good Time Jazz (1963), Delmark Records, ABC-Paramount en Fat Cat Jazz (1969) werden ook gemaakt onder zijn eigen naam. Zijn repertoire omvatte saloonsongs zoals Ace in the Hole, Wise Guy en Silver Dollar. Hayes componeerde ook zijn enige hit Huggin' and Chalkin', die werd opgenomen door Hoagy Carmichael. Hayes zelf nam hem op met de band van Bob Scobey.

## Overlijden
Clancy Hayes overleed in maart 1972 op 63-jarige leeftijd aan de gevolgen van strottenhoofdkanker.

## Discografie
- 1950, 1956: Clancy Hayes Sings/Lu Watters And His Jazz Band (Verve Down Home Serie)
- 1955: Bob Scobey's Frisco Jazz Band w/ Clancy Hayes (RCA Records)
- 1956: Swingin' Minstrel (Good Time Jazz)
- 1964: Clancy Hayes & The Salty Dogs: Oh! By Jingo (Delmark Records)
- 1969: Live at Earthquake McGoon's (ABC Records)
- 1972: Clancy Hayes / Tommy Gwaltney / the Blues Alley Cats
- 2001: Satchel of Song: Clancy Hayes' Private Collection Vol. 1, 1939-1972 (San Francisco Traditional Jazz Foundation)

- Biblioteca Nacional de España: XX1477795
- International Standard Name Identifier: 0000 0000 5936 6235
- Library of Congress Control Number: n82101132
- MusicBrainz: 57c4a08b-75c9-4a32-8675-be02531ccb44
- Nationale Bibliotheek van Israël: 987007342631705171
- SNAC: w60q55dd
- Virtual International Authority File: 38263739
- WorldCat: E39PBJvtc7pKmRwKW6gHYxJCcP